# Station Blerick
Station Blerick is het spoorwegstation van het Venlose stadsdeel Blerick aan Staatslijn E en de Maaslijn. 

## Geschiedenis
Het station heeft drie stationsgebouwen gehad, waarvan de eerste stamt uit 1868. In 1892 werd dit gebouw door een hogere variant vervangen. Het derde gebouw stamt uit 1960 en was van het standaardtype Vierlingsbeek. Dit gebouw werd in 2001 gesloopt. Op de plek waar het gebouw stond is nu een wachtruimte geplaatst.
Tot 1 oktober 1940 lag het Blerickse station al op het grondgebied van de toenmalige gemeente Venlo, terwijl Blerick nog onderdeel was van de gemeente Maasbree.
Op het station staan een kaartautomaat en enkele wachtruimten. Voorheen was het mogelijk om bij een PostNL-servicepunt in Blerick een kaartje te kopen. Verder zijn er een onbewaakte fietsenstalling en fietskluizen op het station en zijn er parkeerplaatsen voor auto’s.

### Wagenwerkplaats
Met de sterke groei van het spoorwegvervoer aan het einde van 19e eeuw ontstond bij de Maatschappij tot Exploitatie van Staatsspoorwegen (SS) behoefte aan een nieuwe werkplaats voor onderhoud aan goederenmaterieel in het zuiden van Nederland.
De keus viel op Blerick, waarbij de Wagenwerkplaats Blerick werd gebouwd nabij het station, tussen de in die plaats samen komende spoorlijnen Eindhoven – Venlo en Nijmegen – Venlo.

### Ontwikkeling aantal reizigers
Het aantal door NS vervoerde reizigers (per gemiddelde werkdag) ontwikkelde zich sedert 2019 als volgt:
| Jaar | Aantal reizigers |
| ---- | ---------------- |
| 2019 | 1.477            |
| 2020 | 708              |
| 2021 | 833              |
| 2022 | 1.171            |
| 2023 | 1.257            |
| 2024 | 1.210            |

## Verbindingen
De volgende treinseries halteren in de dienstregeling 2025 te Blerick:
| Serie       | Treinsoort         | Route | Bijzonderheden |
| ----------- | ------------------ | --- | --- |
| 3500        | Intercity (NS)     | Dordrecht – Rotterdam Centraal – Schiedam Centrum – Delft – Den Haag HS – Leiden Centraal – Schiphol Airport – Amsterdam Zuid – Utrecht Centraal – 's-Hertogenbosch – Eindhoven Centraal – Helmond – Blerick – Venlo | Rijdt na circa 22:30, op zaterdagochtend tot circa 9:00 en op zondagochtend tot circa 10:00 niet tussen Dordrecht en Utrecht Centraal v.v. |
| 32200 RS 11 | Stoptrein (Arriva) | Nijmegen – Venray – Blerick – Venlo – Roermond | |
| 32300 RS 11 | Stoptrein (Arriva) | Nijmegen – Venray – Blerick – Venlo | Rijdt niet 's avonds en in het weekend. De laatste drie ritten vanaf Nijmegen gaan tot Venlo.                                              |

## Afbeeldingen

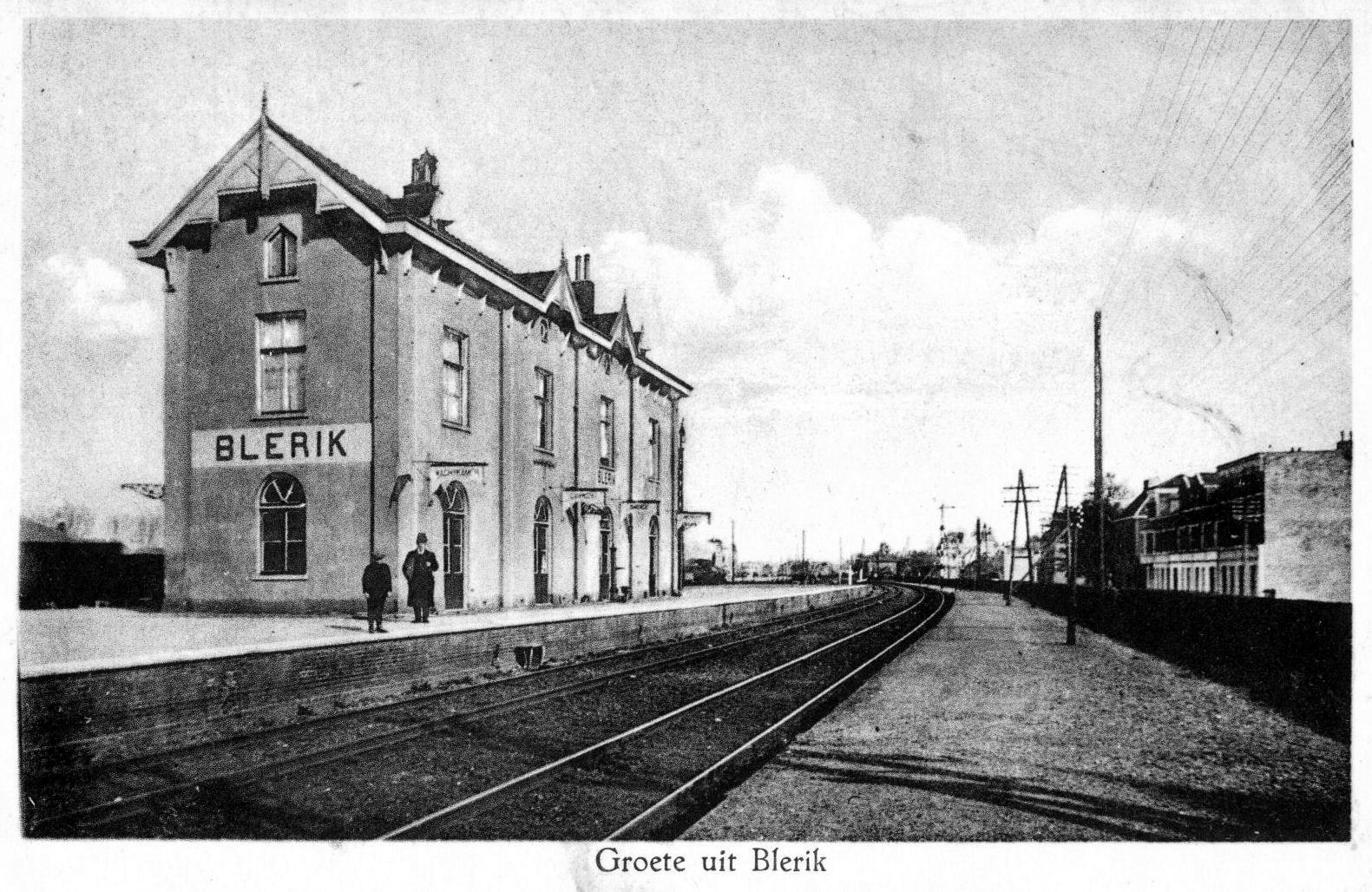
Station Blerick tussen 1905 en 1920
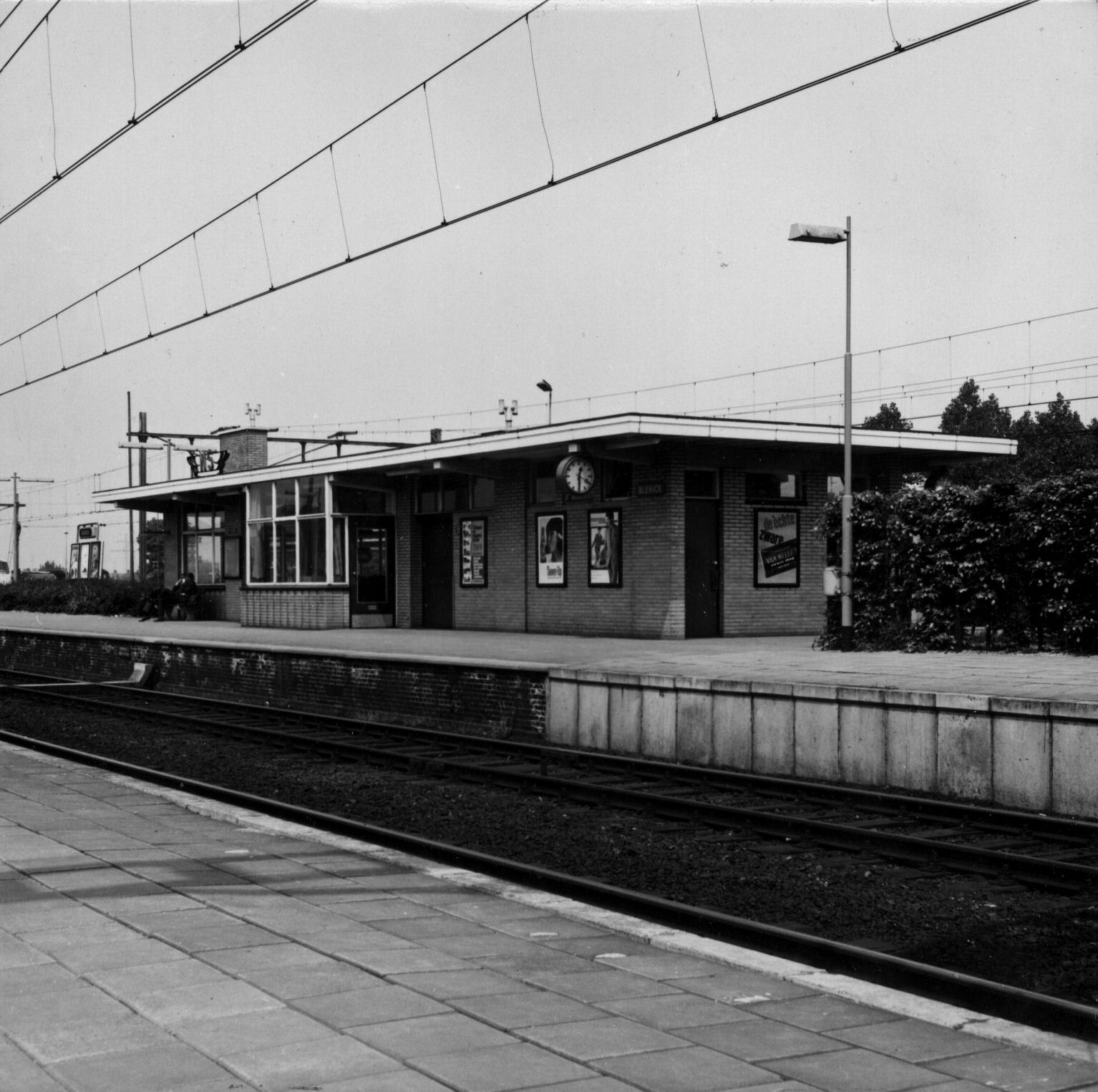
Station Blerick in 1966
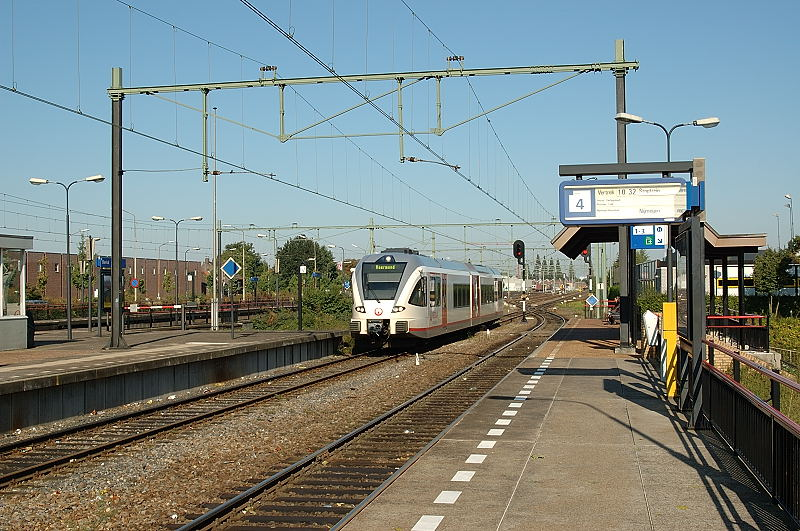
Station Blerick in 2008, met een Velios richting Roermond
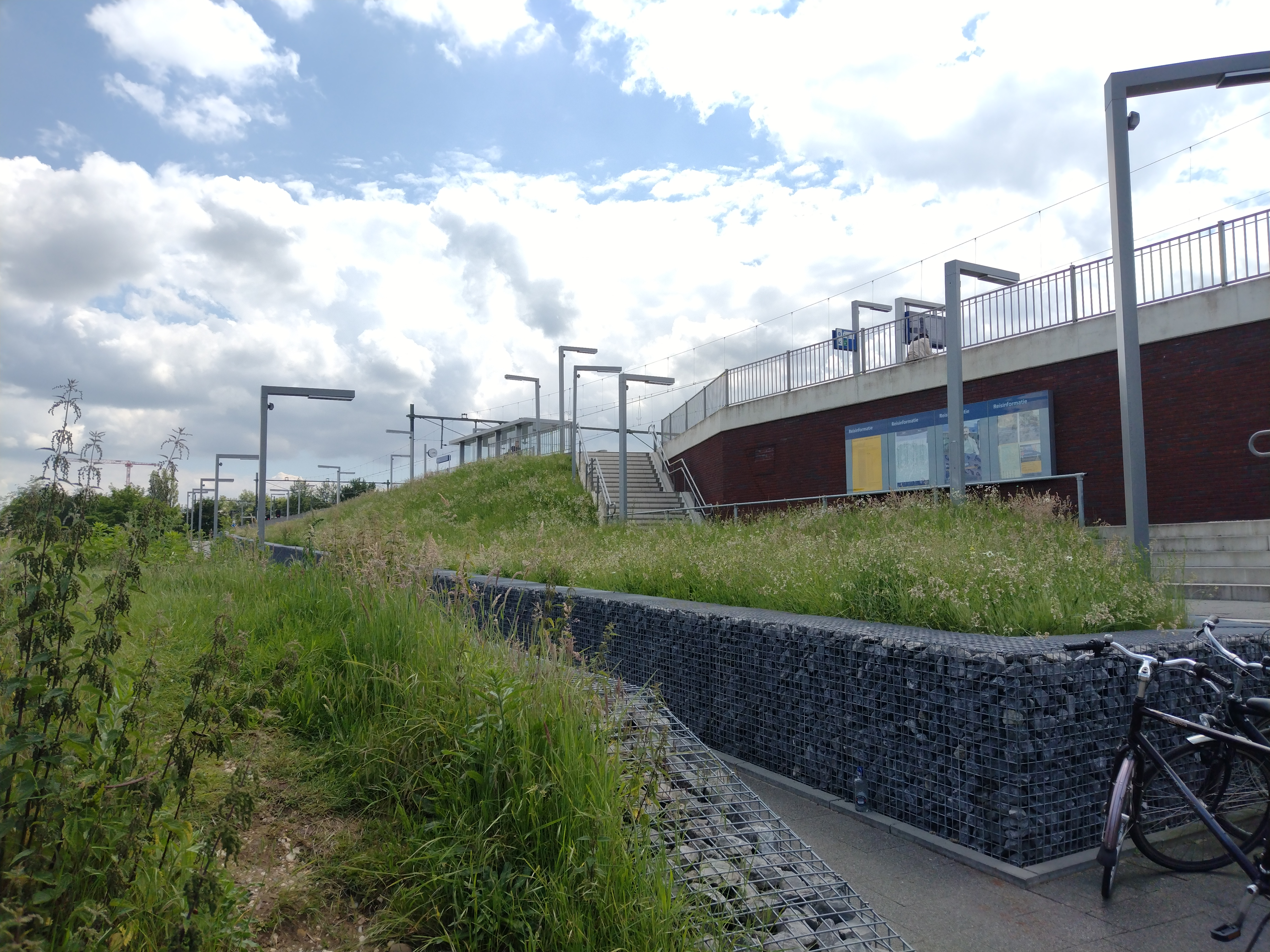
De toegang naar spoor 4 in 2024

## Trivia
Tussen 10 december 2006 en 21 januari 2007 stopte de stoptrein Nijmegen – Roermond tijdelijk niet in Blerick wegens een te krappe dienstregeling; de vervoerder op de lijn, Veolia Transport, zette toen tijdelijk Wadlopers in, die niet de snelheden van de bestaande dienstregeling konden halen. Sinds begin 2007 wordt de hele dienstregeling met treinstellen van het type Velios gereden, waardoor er in weer Blerick gestopt kan worden. Sinds 11 december 2016 rijdt Arriva de stoptreinen tussen Nijmegen en Roermond.
17: Nijmegen ·
19: Nijmegen Heyendaal ·
26: Mook-Molenhoek ·
28: Heumen ·
Linden-Katwijk ·
31: Cuijk ·
35: Kruispunt Beugen ·
38: Beugen-Rijkevoort ·
42: Boxmeer ·
Sambeek ·
Vortum ·
46: Vierlingsbeek ·
Maashees-Smakt ·
56: Venray ·
Oirlo-Castenraij ·
63: Meerlo-Tienray ·
69: Lottum ·
71: Grubbenvorst ·
77: Blerick ·
78: Venlo
Beek-Elsloo ·
Blerick · 
Bunde · 
Chevremont · 
Echt ·
Eijsden ·
Eygelshoven ·
-Markt · 
Geleen:
-Lutterade · 
-Oost · 
Heerlen ·
-Woonboulevard ·
Hoensbroek · 
Horst-Sevenum · 
Houthem-Sint Gerlach · 
Kerkrade Centrum ·
Klimmen-Ransdaal · 
Landgraaf · 
Maastricht ·
-Noord · 
-Randwyck · 
Meerssen ·
Mook-Molenhoek ·
Nuth · 
Reuver · 
Roermond ·
Schin op Geul · 
Schinnen · 
Sittard · 
Spaubeek · 
Susteren · 
Swalmen · 
Tegelen · 
Valkenburg · 
Venlo · 
Venray ·
Voerendaal · 
Weert
Voormalige stations: zie de lijst van voormalige spoorwegstations in Limburg (Nederland)